# Ophiomitrella porrecta
Ophiomitrella porrecta är en ormstjärneart som beskrevs av Jean Baptiste François René Koehler 1914. Ophiomitrella porrecta ingår i släktet Ophiomitrella och familjen knotterormstjärnor. Inga underarter finns listade i Catalogue of Life.